# Ангстрем (АТЭЦ)
АТЭЦ «Ангстрем» — проект блочно-модульной атомной теплоэлектроцентрали. Её проект разработан ОКБ «Гидропресс» под научным руководством Физико-энергетического института им. А. И. Лейпунского.
В настоящий момент действующей станции не создано.

## Технические характеристики
Особенность данной станции в том, что она рассчитана не только на выработку электроэнергии, но и на использование получаемого тепла. Реактор на быстрых нейтронах с жидкометаллическим теплоносителем свинец-висмут. Весь комплекс создаётся на заводе, с последующей доставкой поблочно, на выбранное место любым видом транспорта. Перегрузки активной зоны через 5-6 лет.
- Мощность электрическая (нетто) — 6 МВт
- Мощность теплоснабжения — 14 МВт
- Температура сетевой воды — 130 — 70 °C
- Технологический пар — 400 °C и 3,5МПа (35,0 Атмосфер)
- Параметры пара перед ТГУ:
  - давление — 3,5 МПа
  - температура — 435 °C
- Тепловая мощность реактора — 30 МВт
- Кампания активной зоны, (перегрузки через 5-6 лет) — 30 000 ч.
- Маневренность — 1 % Nном/с
- Срок службы — 30 лет
- Степень заводской готовности — 100 %
- Количество блоков в составе АТЭЦ (в зависимости от водных ресурсов) 9 — 12 шт.
- Масса блоков 60 — 200 т
- Периодичность проведения планово-профилактических ремонтов (1 раз в год) 8 000 ч
- Количество оперативного персонала (на 5 смен) 26 чел.
- Территория промплощадки (с учетом резервной территории) 3,5 га